# 木下俊監
木下 俊監（きのした としてる）は、江戸時代中期の大名。豊後日出藩7代藩主。名は長監とも。

## 経歴
元文3年（1738年）、叔父で先代藩主の俊保が嗣子無く死去したため、その養嗣子となって跡を継いだ。寛保元年（1741年）12月14日、江戸で死去し、跡を弟の俊能が継いだ。法号は義善院。墓所は東京都港区高輪の泉岳寺。

## 系譜
父母
- 木下俊量（実父）
- 黒川氏 - 側室（実母）
- 木下俊保（養父）

養子
- 木下俊能 - 実弟